# Campeonato Brasileiro de Futebol de 1980 - Série B
O Campeonato Brasileiro da Série B de 1980 foi a terceira edição da Segunda Divisão do Campeonato Brasileiro de Futebol, voltando depois de 7 anos sem ser realizada, sob a nomenclatura de Taça de Prata. O torneio contou com 64 clubes provenientes das 22 Federações que existiam até então.

## Regulamento
A Série B de 1980 teve um total de 64 equipes participantes. 
- Primeira Fase: As equipes foram divididas em 8 grupos com 8 equipes cada, com as equipes de enfrentando dentro de seus respectivos grupos em turno único.

- Segunda Fase:  Os campeões de cada grupo na primeira fase disputaram um play-off entre si, com os vencedores "ascendendo" à segunda fase da Taça Ouro de 1980, enquanto que os perdedores juntamente com os segundos e terceiros colocados de cada grupo da primeira fase disputaram a terceira fase do campeonato.

- Terceira Fase': Os vinte clubes restantes foram divididos em 4 grupos, com as equipes enfrentando-se dentro de seus respectivos grupos em turno único. Apenas os campeões de cada grupo passaram para a fase semifinal.

- Semifinal: As semifinais foram disputados em partidas de ida e volta, com os vencedores classificando -se para a final do campeonato.

- Final: Assim como na semifinal, foi disputado em partidas de ida e volta. O vencedor do confronto foi proclamado Campeão do Campeonato Brasileiro de Futebol da Série B de 1980 ou "Taça de Prata".

## Participantes
| Clube                | Cidade                | UF                        | Part. |
| -------------------- | --------------------- | ------------------------- | ----- |
| ABC                  | Natal                 | Rio Grande do Norte       | 2ª    |
| América-MG           | Belo Horizonte        | Minas Gerais              | 1ª    |
| América-SJRP         | São José do Rio Preto | São Paulo                 | 1ª    |
| Americano            | Campos dos Goytacazes | Rio de Janeiro            | 1ª    |
| Anapolina            | Anápolis              | Goiás                     | 1ª    |
| ASA                  | Arapiraca             | Alagoas                   | 1ª    |
| Atlético Paranaense  | Curitiba              | Paraná                    | 1ª    |
| Avaí                 | Florianópolis         | Santa Catarina            | 1ª    |
| Bangu                | Rio de Janeiro        | Rio de Janeiro            | 1ª    |
| Baraúnas             | Mossoró               | Rio Grande do Norte       | 1ª    |
| Bonsucesso           | Rio De Janeiro        | Rio de Janeiro            | 1ª    |
| Botafogo-SP          | Ribeirão Preto        | São Paulo                 | 1ª    |
| Botafogo-BA          | Salvador              | Bahia                     | 1ª    |
| Brasil de Pelotas    | Pelotas               | Rio Grande do Sul         | 1ª    |
| Brasília             | Brasília              | Distrito Federal (Brasil) | 1ª    |
| Caldense             | Poços de Caldas       | Minas Gerais              | 1ª    |
| Campinense           | Campina Grande        | Paraíba                   | 3ª    |
| Campo Grande         | Rio de Janeiro        | Rio de Janeiro            | 1ª    |
| Caxias               | Caxias do Sul         | Rio Grande do Sul         | 1ª    |
| Central              | Caruaru               | Pernambuco                | 2ª    |
| Chapecoense          | Chapecó               | Santa Catarina            | 1ª    |
| Comercial-MS         | Campo Grande          | Mato Grosso do Sul        | 1ª    |
| Comercial-SP         | Ribeirão Preto        | São Paulo                 | 1ª    |
| Confiança            | Aracaju               | Sergipe                   | 2ª    |
| Criciúma             | Criciúma              | Santa Catarina            | 1ª    |
| CSA                  | Maceió                | Alagoas                   | 2ª    |
| Fast Clube           | Manaus                | Amazonas                  | 1ª    |
| Ferroviária          | Araraquara            | São Paulo                 | 1ª    |
| Figueirense          | Florianópolis         | Santa Catarina            | 1ª    |
| Fortaleza            | Fortaleza             | Ceará                     | 2ª    |
| Guará                | Guará                 | Distrito Federal (Brasil) | 1ª    |
| Goiás                | Goiânia               | Goiás                     | 1ª    |
| Goiânia              | Goiânia               | Goiás                     | 1ª    |
| Goytacaz             | Campos dos Goytacazes | Rio de Janeiro            | 1ª    |
| Grêmio Maringá       | Maringá               | Paraná                    | 1ª    |
| Internacional-SP     | Limeira               | São Paulo                 | 1ª    |
| Itabuna              | Itabuna               | Bahia                     | 1ª    |
| Itumbiara            | Itumbiara             | Goiás                     | 1ª    |
| Juventude            | Caxias do Sul         | Rio Grande do Sul         | 1ª    |
| Juventus             | São Paulo             | São Paulo                 | 1ª    |
| Leônico              | Salvador              | Bahia                     | 1ª    |
| Londrina             | Londrina              | Paraná                    | 2ª    |
| Moto Club            | São Luís              | Maranhão                  | 2ª    |
| Noroeste             | Bauru                 | São Paulo                 | 1ª    |
| Novo Hamburgo        | Novo Hamburgo         | Rio Grande do Sul         | 1ª    |
| Operário Ferroviário | Ponta Grossa          | Paraná                    | 1ª    |
| Operário-MT          | Várzea Grande         | Mato Grosso               | 1ª    |
| Paysandu             | Belém                 | Pará                      | 2ª    |
| Piauí                | Teresina              | Piauí                     | 1ª    |
| Rio Branco-ES        | Vitória               | Espírito Santo (estado)   | 1ª    |
| Rio Negro            | Manaus                | Amazonas                  | 1ª    |
| River                | Teresina              | Piauí                     | 3ª    |
| Sampaio Corrêa       | São Luís              | Maranhão                  | 2ª    |
| Serrano              | Petrópolis            | Rio de Janeiro            | 1ª    |
| Sergipe              | Aracaju               | Sergipe                   | 1ª    |
| Sport Recife         | Recife                | Pernambuco                | 1ª    |
| Treze                | Campina Grande        | Paraíba                   | 1ª    |
| Tuna Luso            | Belém                 | Pará                      | 2ª    |
| Uberaba              | Uberaba               | Minas Gerais              | 1ª    |
| Uberlândia           | Uberlândia            | Minas Gerais              | 1ª    |
| União                | Rondonópolis          | Mato Grosso               | 1ª    |
| Villa Nova           | Nova Lima             | Minas Gerais              | 2ª    |
| Vitória-ES           | Vitória               | Espírito Santo (estado)   | 1ª    |
| XV de Novembro       | Piracicaba            | São Paulo                 | 1ª    |

- Part. - Participações

### Por Federação
| Clubes | Federação                                         |
| ------ | ------------------------------------------------- |
| 8      | São Paulo                                         |
| 6      | Rio de Janeiro                                    |
| 5      | Minas Gerais                                      |
| 4      | Goiás, Paraná, Rio Grande do Sul e Santa Catarina |
| 3      | Bahia                                             |
| 2      | AL, AM, DF, ES, MA, MT, PA, PB, PE, PI, RN e SE   |
| 1      | Ceará e Mato Grosso do Sul                        |

## Primeira Fase[1]
| Pts – Pontos; J – Jogos; V - Vitória; E - Empates; D - Derrotas; GF – gols a favor; GC – gols contra; SG – Saldo de gols |

|  | Times Classificados para o Qualificatório da Taça Ouro |
|  | Times Classificados para a Segunda Fase                |

### Grupo A
| Times | Times          | Pts | J | V | E | D | GF | GC | SG |
| ----- | -------------- | --- | - | - | - | - | -- | -- | -- |
| 1     | Paysandu       | 11  | 7 | 4 | 3 | 0 | 12 | 4  | +8 |
| 2     | Sampaio Corrêa | 9   | 7 | 3 | 3 | 1 | 14 | 10 | +4 |
| 3     | Tuna Luso      | 8   | 7 | 3 | 2 | 2 | 13 | 9  | +4 |
| 4     | River          | 8   | 7 | 2 | 4 | 1 | 6  | 3  | +3 |
| 5     | Moto Club      | 7   | 7 | 1 | 5 | 1 | 10 | 10 | 0  |
| 6     | Rio Negro      | 5   | 7 | 2 | 1 | 4 | 8  | 16 | -8 |
| 7     | Piauí          | 4   | 7 | 2 | 0 | 5 | 8  | 13 | -5 |
| 8     | Fast Clube     | 4   | 7 | 0 | 4 | 3 | 6  | 12 | -6 |

### Grupo B
| Times | Times       | Pts | J | V | E | D | GF | GC | SG  |
| ----- | ----------- | --- | - | - | - | - | -- | -- | --- |
| 1     | Americano   | 11  | 7 | 5 | 1 | 1 | 20 | 7  | +13 |
| 2     | CSA         | 10  | 7 | 5 | 0 | 2 | 13 | 7  | +6  |
| 3     | Bonsucesso  | 10  | 7 | 4 | 2 | 1 | 10 | 6  | +4  |
| 4     | ASA         | 8   | 7 | 3 | 2 | 2 | 6  | 6  | 0   |
| 5     | Itabuna     | 7   | 7 | 3 | 1 | 3 | 9  | 9  | 0   |
| 6     | Confiança   | 4   | 7 | 1 | 2 | 4 | 4  | 9  | -5  |
| 7     | Sergipe     | 3   | 7 | 1 | 1 | 5 | 8  | 15 | -7  |
| 8     | Botafogo-BA | 3   | 7 | 1 | 1 | 5 | 6  | 17 | -11 |

### Grupo C
| Times | Times        | Pts | J | V | E | D | GF | GC | SG  |
| ----- | ------------ | --- | - | - | - | - | -- | -- | --- |
| 1     | Sport Recife | 12  | 7 | 5 | 2 | 0 | 9  | 1  | +8  |
| 2     | Fortaleza    | 9   | 7 | 4 | 1 | 2 | 12 | 7  | +5  |
| 3     | ABC          | 7   | 7 | 3 | 1 | 3 | 7  | 5  | +2  |
| 4     | Campinense   | 7   | 7 | 1 | 5 | 1 | 4  | 4  | 0   |
| 5     | Central      | 6   | 7 | 1 | 4 | 2 | 3  | 3  | 0   |
| 6     | Leônico      | 6   | 7 | 1 | 4 | 2 | 3  | 6  | -3  |
| 7     | Baraúnas     | 5   | 7 | 2 | 1 | 4 | 6  | 13 | -7  |
| 8     | Treze        | 4   | 7 | 0 | 4 | 3 | 5  | 10 | -11 |

### Grupo D
| Times | Times       | Pts | J | V | E | D | GF | GC | SG  |
| ----- | ----------- | --- | - | - | - | - | -- | -- | --- |
| 1     | Anapolina   | 10  | 7 | 4 | 2 | 1 | 11 | 5  | +6  |
| 2     | Itumbiara   | 10  | 7 | 5 | 0 | 2 | 11 | 6  | +5  |
| 3     | Uberaba     | 10  | 7 | 4 | 2 | 1 | 10 | 7  | +3  |
| 4     | Brasília    | 8   | 7 | 4 | 0 | 3 | 12 | 8  | +4  |
| 5     | Operário-VG | 7   | 7 | 2 | 3 | 2 | 6  | 6  | 0   |
| 6     | Villa Nova  | 5   | 7 | 1 | 3 | 3 | 4  | 5  | -1  |
| 7     | União       | 5   | 7 | 2 | 1 | 4 | 6  | 12 | -6  |
| 8     | Guará       | 1   | 7 | 0 | 1 | 6 | 3  | 14 | -11 |

### Grupo E
| Times | Times         | Pts | J | V | E | D | GF | GC | SG |
| ----- | ------------- | --- | - | - | - | - | -- | -- | -- |
| 1     | Uberlândia    | 9   | 7 | 4 | 1 | 2 | 8  | 5  | +3 |
| 2     | América-MG    | 8   | 7 | 3 | 2 | 2 | 7  | 6  | +1 |
| 3     | Goiânia       | 8   | 7 | 2 | 4 | 1 | 4  | 3  | +1 |
| 4     | Comercial-MS  | 8   | 7 | 3 | 2 | 2 | 8  | 6  | +2 |
| 5     | Caldense      | 7   | 7 | 3 | 1 | 3 | 8  | 4  | +4 |
| 6     | Vitória-ES    | 6   | 7 | 2 | 2 | 3 | 6  | 8  | -2 |
| 7     | Goiás         | 6   | 7 | 1 | 4 | 2 | 5  | 6  | -1 |
| 8     | Rio Branco-ES | 4   | 7 | 1 | 2 | 4 | 5  | 13 | -8 |

### Grupo F
| Times | Times            | Pts | J | V | E | D | GF | GC | SG |
| ----- | ---------------- | --- | - | - | - | - | -- | -- | -- |
| 1     | Bangu            | 11  | 7 | 5 | 1 | 1 | 13 | 5  | +8 |
| 2     | Ferroviária      | 9   | 7 | 4 | 1 | 2 | 11 | 7  | +4 |
| 3     | Botafogo-SP      | 7   | 7 | 3 | 1 | 3 | 11 | 7  | +4 |
| 4     | Internacional-SP | 7   | 7 | 3 | 1 | 3 | 8  | 6  | +2 |
| 5     | Noroeste         | 7   | 7 | 3 | 1 | 3 | 5  | 8  | -3 |
| 6     | Goytacaz         | 6   | 7 | 2 | 2 | 3 | 4  | 9  | -5 |
| 7     | Campo Grande     | 5   | 7 | 2 | 1 | 4 | 10 | 11 | -1 |
| 8     | Serrano          | 4   | 7 | 1 | 2 | 4 | 4  | 13 | -9 |

### Grupo G
| Times | Times                | Pts | J | V | E | D | GF | GC | SG  |
| ----- | -------------------- | --- | - | - | - | - | -- | -- | --- |
| 1     | América-SP           | 13  | 7 | 6 | 1 | 0 | 23 | 9  | +14 |
| 2     | Caxias               | 10  | 7 | 3 | 4 | 0 | 8  | 5  | +3  |
| 3     | Grêmio Maringá       | 8   | 7 | 3 | 2 | 2 | 12 | 7  | +5  |
| 4     | Figueirense          | 7   | 7 | 3 | 1 | 3 | 13 | 12 | +1  |
| 5     | XV de Novembro       | 6   | 7 | 2 | 2 | 3 | 11 | 11 | 0   |
| 6     | Novo Hamburgo        | 5   | 7 | 2 | 1 | 4 | 5  | 13 | -8  |
| 7     | Operário Ferroviário | 4   | 7 | 2 | 0 | 5 | 6  | 14 | -8  |
| 8     | Avaí                 | 3   | 7 | 1 | 1 | 5 | 7  | 14 | -7  |

### Grupo H
| Times | Times               | Pts | J | V | E | D | GF | GC | SG  |
| ----- | ------------------- | --- | - | - | - | - | -- | -- | --- |
| 1     | Juventus            | 11  | 7 | 5 | 1 | 1 | 12 | 6  | +6  |
| 2     | Comercial-SP        | 11  | 7 | 4 | 3 | 0 | 10 | 2  | +8  |
| 3     | Londrina            | 9   | 7 | 4 | 1 | 2 | 10 | 8  | +2  |
| 4     | Atlético Paranaense | 9   | 7 | 2 | 5 | 0 | 5  | 3  | +2  |
| 5     | Juventude           | 6   | 7 | 2 | 2 | 3 | 8  | 9  | -1  |
| 6     | Brasil de Pelotas   | 5   | 7 | 0 | 5 | 2 | 7  | 9  | -2  |
| 7     | Criciúma            | 4   | 7 | 1 | 2 | 4 | 6  | 10 | -4  |
| 8     | Chapecoense         | 1   | 7 | 0 | 1 | 6 | 2  | 13 | -11 |

## Qualificatório da Taça Ouro
A fase Qualificatória para a Taça Ouro envolveu os Primeiros Colocados dos 8 grupos da Primeira Fase, os vencedores são qualificados a disputar a Segunda Fase da Taça Ouro 1980, os derrotados seguem para a Segunda Fase da Taça de Prata juntando-se aos 16 pré-classificados(20 clubes no total).
| Datas       | Datas       | Time 1     | Placar | Placar | Time 2       | Total     |
| ----------- | ----------- | ---------- | ------ | ------ | ------------ | --------- |
| 26 de Março | 30 de Março | Paysandu   | 2x1    | 0x2    | Americano    | 2x3       |
| 26 de Março | 30 de Março | Juventus   | 2x0    | 0x2    | América-SP   | 2x2(M.C.) |
| 27 de Março | 30 de Março | Anapolina  | 1x1    | 0x3    | Sport Recife | 1x4       |
| 27 de Março | 30 de Março | Uberlândia | 2x0    | 0x4    | Bangu        | 2x4       |

## Segunda Fase

### Grupo I
| Times | Times       | Pts | J | V | E | D | GF | GC | SG  |
| ----- | ----------- | --- | - | - | - | - | -- | -- | --- |
| 1     | Botafogo-SP | 7   | 4 | 3 | 1 | 0 | 18 | 5  | +13 |
| 2     | Fortaleza   | 5   | 4 | 1 | 3 | 0 | 6  | 3  | +3  |
| 3     | Goiânia     | 3   | 4 | 1 | 1 | 2 | 3  | 7  | -4  |
| 4     | Paysandu    | 3   | 4 | 1 | 1 | 2 | 3  | 9  | -6  |
| 5     | Itumbiara   | 2   | 4 | 1 | 0 | 3 | 5  | 11 | -6  |

### Grupo J
| Times | Times          | Pts | J | V | E | D | GF | GC | SG |
| ----- | -------------- | --- | - | - | - | - | -- | -- | -- |
| 1     | Londrina       | 8   | 4 | 4 | 0 | 0 | 8  | 2  | +6 |
| 2     | Grêmio Maringá | 6   | 4 | 3 | 0 | 1 | 10 | 4  | +6 |
| 3     | Sampaio Corrêa | 3   | 4 | 1 | 1 | 2 | 6  | 8  | -2 |
| 4     | Anapolina      | 2   | 4 | 0 | 2 | 2 | 4  | 9  | -5 |
| 5     | Bunsucesso     | 1   | 4 | 0 | 1 | 3 | 4  | 9  | -5 |

### Grupo K
| Times | Times        | Pts | J | V | E | D | GF | GC | SG |
| ----- | ------------ | --- | - | - | - | - | -- | -- | -- |
| 1     | CSA          | 6   | 4 | 2 | 2 | 0 | 5  | 3  | +2 |
| 2     | Caxias       | 5   | 4 | 2 | 1 | 1 | 4  | 3  | +1 |
| 3     | Comercial-SP | 4   | 4 | 2 | 0 | 2 | 7  | 5  | +2 |
| 4     | Tuna Luso    | 3   | 4 | 1 | 1 | 2 | 2  | 4  | -2 |
| 5     | Uberlândia   | 2   | 4 | 1 | 0 | 3 | 3  | 6  | -3 |

### Grupo L
| Times | Times       | Pts | J | V | E | D | GF | GC | SG |
| ----- | ----------- | --- | - | - | - | - | -- | -- | -- |
| 1     | Ferroviária | 7   | 4 | 3 | 1 | 0 | 7  | 1  | +6 |
| 2     | Uberaba     | 5   | 4 | 2 | 1 | 1 | 6  | 3  | +3 |
| 3     | ABC         | 5   | 4 | 2 | 1 | 1 | 9  | 10 | -1 |
| 4     | Juventus    | 2   | 4 | 0 | 2 | 2 | 4  | 6  | -2 |
| 5     | América-MG  | 1   | 4 | 0 | 1 | 3 | 4  | 10 | -6 |

## Semifinais
| Datas     | Datas     | Time 1      | Placar | Placar | Time 2      | Total |
| --------- | --------- | ----------- | ------ | ------ | ----------- | ----- |
| 4 de Maio | 7 de Maio | Botafogo-SP | 1x2    | 0x1    | Londrina    | 1x3   |
| 4 de Maio | 7 de Maio | CSA         | 1x0    | 1x0    | Ferroviária | 2x0   |

## Finais
| 11 de maio de 1980 | CSA          | 1 – 1 | Londrina     | Estádio Rei Pelé, Maceió (AL)           |
|                    | Dentinho 76' |       | Paulinho 85' | Público: 25,659 Árbitro: Oscar Scolfaro |

| 18 de maio de 1980 | Londrina                                             | 4 – 0 | CSA | Estádio do Café, Londrina (PR)               |
|                    | Zé Antônio 26' · Lívio 33' · Paulinho 80' 84' (pen.) |       |     | Público: 36,489 Árbitro: José Roberto Wright |

|  | Londrina | CSA |

| LONDRINA:     |  |            |  |    |
|               |  |            |  |    |
| G             |  | Jorge      |  |    |
| LD            |  | Toninho    |  |    |
| Z             |  | Gilberto   |  |    |
| Z             |  | Fernando   |  |    |
| LE            |  | Zé Antônio |  |    |
| M             |  | Vanderlei  |  | a' |
| M             |  | Éverton    |  |    |
| A             |  | Lívio      |  |    |
| A             |  | Zé Dias    |  | b' |
| A             |  | Paulinho   |  |    |
| A             |  | Nivaldo    |  |    |
| Substituição: |  |            |  |    |
|               |  | André      |  | a' |
|               |  | Zé Roberto |  | b' |
| Treinador:    |  |            |  |    |
| Jair Bala     |  |            |  |    |

| CSA:          |  |                 |  |    |
|               |  |                 |  |    |
| G             |  | Zé Luís         |  |    |
| LD            |  | Joca            |  |    |
| Z             |  | Paulinho        |  |    |
| Z             |  | Dick            |  |    |
| LE            |  | Luisinho        |  | a' |
| M             |  | Ronaldo Alves   |  |    |
| M             |  | Alberto Carioca |  |    |
| A             |  | Alberto Leguelé |  |    |
| A             |  | Jorginho        |  |    |
| A             |  | Peu             |  |    |
| A             |  | Gilmar          |  |    |
| Substituição: |  |                 |  |    |
|               |  | Zé Roberto      |  | a' |
| Treinador:    |  |                 |  |    |
| Laerte Dória  |  |                 |  |    |

## Classificação
| Tabela de classificação | Tabela de classificação | Tabela de classificação | Tabela de classificação | Tabela de classificação | Tabela de classificação | Tabela de classificação | Tabela de classificação | Tabela de classificação | Tabela de classificação |
| Time | Time                    | PG                      | J                       | V                       | E                       | D                       | GP                      | GC                      | SG                      |
| --- | ----------------------- | ----------------------- | ----------------------- | ----------------------- | ----------------------- | ----------------------- | ----------------------- | ----------------------- | ----------------------- |
| 1 | Londrina                | 24                      | 15                      | 11                      | 2                       | 2                       | 26                      | 12                      | +14                     |
| 2 | CSA                     | 21                      | 15                      | 9                       | 3                       | 3                       | 21                      | 15                      | +6                      |
| 3 | Ferroviária             | 16                      | 13                      | 7                       | 2                       | 4                       | 18                      | 10                      | +8                      |
| 4 | Botafogo-SP             | 14                      | 13                      | 6                       | 2                       | 5                       | 30                      | 15                      | +15                     |
| 5 | Paysandu                | 16                      | 13                      | 6                       | 4                       | 3                       | 17                      | 16                      | +1                      |
| 6 | Comercial               | 15                      | 11                      | 6                       | 3                       | 2                       | 17                      | 7                       | +10                     |
| 7 | Uberaba                 | 15                      | 11                      | 6                       | 3                       | 2                       | 16                      | 10                      | +6                      |
| 8 | Juventus                | 15                      | 13                      | 6                       | 3                       | 4                       | 18                      | 14                      | +4                      |
| 9 | Caxias                  | 15                      | 11                      | 5                       | 5                       | 1                       | 12                      | 8                       | +4                      |
| 10 | Grêmio Maringá          | 14                      | 11                      | 6                       | 2                       | 3                       | 22                      | 11                      | +11                     |
| 11 | Fortaleza               | 14                      | 11                      | 5                       | 4                       | 2                       | 18                      | 10                      | +8                      |
| 12 | Uberlândia              | 13                      | 13                      | 6                       | 1                       | 6                       | 13                      | 15                      | -2                      |
| 13 | Anapolina               | 13                      | 13                      | 4                       | 5                       | 4                       | 16                      | 20                      | -4                      |
| 14 | Itumbiara               | 12                      | 11                      | 6                       | 0                       | 5                       | 16                      | 17                      | -1                      |
| 15 | ABC                     | 12                      | 11                      | 5                       | 2                       | 4                       | 16                      | 15                      | +1                      |
| 16 | Sampaio Corrêa          | 12                      | 11                      | 4                       | 4                       | 3                       | 20                      | 18                      | +2                      |
| 17 | Tuna Luso               | 11                      | 11                      | 4                       | 3                       | 4                       | 15                      | 13                      | +2                      |
| 18 | Bonsucesso              | 11                      | 11                      | 4                       | 3                       | 4                       | 14                      | 15                      | -1                      |
| 19 | Goiânia                 | 11                      | 11                      | 3                       | 5                       | 3                       | 7                       | 10                      | -3                      |
| 20 | América-MG              | 9                       | 11                      | 3                       | 3                       | 5                       | 11                      | 16                      | -5                      |
| 21 | América-SP              | 15                      | 9                       | 7                       | 1                       | 1                       | 25                      | 11                      | +14                     |
| 22 | Sport Recife            | 15                      | 9                       | 6                       | 3                       | 0                       | 13                      | 2                       | +11                     |
| 23 | Americano               | 13                      | 9                       | 6                       | 1                       | 2                       | 23                      | 9                       | +14                     |
| 24 | Bangu                   | 13                      | 9                       | 6                       | 1                       | 2                       | 17                      | 7                       | +10                     |
| 25 | Atlético Paranaense     | 9                       | 7                       | 2                       | 5                       | 0                       | 5                       | 3                       | +2                      |
| 26 | Brasília                | 8                       | 7                       | 4                       | 0                       | 3                       | 12                      | 8                       | +4                      |
| 27 | Comercial-MS            | 8                       | 7                       | 3                       | 0                       | 3                       | 12                      | 6                       | +2                      |
| 28 | ASA                     | 8                       | 7                       | 3                       | 0                       | 3                       | 6                       | 6                       | 0                       |
| 29 | River                   | 8                       | 7                       | 2                       | 4                       | 1                       | 6                       | 3                       | +3                      |
| 30 | Caldense                | 7                       | 7                       | 3                       | 1                       | 3                       | 8                       | 4                       | +4                      |
| 31 | Internacional-SP        | 7                       | 7                       | 3                       | 1                       | 3                       | 8                       | 6                       | +2                      |
| 32 | Figueirense             | 7                       | 7                       | 3                       | 1                       | 3                       | 13                      | 12                      | +1                      |
| 33 | Itabuna                 | 7                       | 7                       | 3                       | 1                       | 3                       | 9                       | 9                       | 0                       |
| 34 | Noroeste                | 7                       | 7                       | 3                       | 1                       | 3                       | 5                       | 8                       | -3                      |
| 35 | Operário-VG             | 7                       | 7                       | 2                       | 3                       | 2                       | 6                       | 6                       | 0                       |
| 36 | Moto Club               | 7                       | 7                       | 1                       | 5                       | 1                       | 10                      | 10                      | 0                       |
| 37 | Campinense              | 7                       | 7                       | 1                       | 5                       | 1                       | 4                       | 4                       | 0                       |
| 38 | XV de Novembro          | 6                       | 7                       | 2                       | 2                       | 3                       | 11                      | 11                      | 0                       |
| 39 | Juventude               | 6                       | 7                       | 2                       | 2                       | 3                       | 8                       | 9                       | -1                      |
| 40 | Vitória-ES              | 6                       | 7                       | 2                       | 2                       | 3                       | 6                       | 8                       | -2                      |
| 41 | Goytacaz                | 6                       | 7                       | 2                       | 2                       | 3                       | 4                       | 9                       | -5                      |
| 42 | Central                 | 6                       | 7                       | 1                       | 4                       | 2                       | 3                       | 3                       | 0                       |
| 43 | Goiás                   | 6                       | 7                       | 1                       | 4                       | 2                       | 5                       | 6                       | -1                      |
| 44 | Leônico                 | 6                       | 7                       | 1                       | 4                       | 2                       | 3                       | 6                       | -3                      |
| 45 | Campo Grande            | 5                       | 7                       | 2                       | 1                       | 4                       | 10                      | 11                      | -1                      |
| 46 | União                   | 5                       | 7                       | 2                       | 1                       | 4                       | 6                       | 12                      | -12                     |
| 47 | Baraúnas                | 5                       | 7                       | 2                       | 1                       | 4                       | 6                       | 13                      | -7                      |
| 48 | Rio Negro-AM            | 5                       | 7                       | 2                       | 1                       | 4                       | 8                       | 16                      | -8                      |
| 49 | Novo Hamburgo           | 5                       | 7                       | 2                       | 1                       | 4                       | 5                       | 13                      | -8                      |
| 50 | Villa Nova              | 5                       | 7                       | 1                       | 3                       | 3                       | 4                       | 5                       | -1                      |
| 51 | Brasil de Pelotas       | 5                       | 7                       | 0                       | 5                       | 2                       | 7                       | 9                       | -2                      |
| 52 | Piauí                   | 4                       | 7                       | 2                       | 0                       | 5                       | 8                       | 13                      | -5                      |
| 53 | Operário Ferroviário    | 4                       | 7                       | 2                       | 0                       | 5                       | 6                       | 14                      | -8                      |
| 54 | Criciúma                | 4                       | 7                       | 1                       | 2                       | 4                       | 6                       | 10                      | -4                      |
| 55 | Confiança               | 4                       | 7                       | 1                       | 2                       | 4                       | 4                       | 9                       | -5                      |
| 56 | Rio Branco-ES           | 4                       | 7                       | 1                       | 2                       | 4                       | 5                       | 13                      | -8                      |
| 57 | Serrano                 | 4                       | 7                       | 1                       | 2                       | 4                       | 4                       | 13                      | -9                      |
| 58 | Treze                   | 4                       | 7                       | 0                       | 4                       | 3                       | 5                       | 10                      | -5                      |
| 59 | Fast Clube              | 4                       | 7                       | 0                       | 4                       | 3                       | 6                       | 12                      | -6                      |
| 60 | Sergipe                 | 3                       | 7                       | 1                       | 1                       | 5                       | 8                       | 15                      | -7                      |
| 61 | Avaí                    | 3                       | 7                       | 1                       | 1                       | 5                       | 7                       | 14                      | -7                      |
| 62 | Botafogo-BA             | 3                       | 7                       | 1                       | 1                       | 5                       | 6                       | 17                      | -11                     |
| 63 | Guará                   | 3                       | 7                       | 0                       | 1                       | 6                       | 3                       | 14                      | -11                     |
| 64 | Chapecoense             | 3                       | 7                       | 0                       | 1                       | 6                       | 2                       | 13                      | -11                     |
| PG – Pontos ganhos; J – Jogos disputados; V - Vitórias; E - Empates; D - Derrotas; GP – Gols pró; GC – Gols contra; SG – Saldo de gols |                         |                         |                         |                         |                         |                         |                         |                         |                         |

Classificação
|  |                                                           |
|  | Campeão e promovido a Série A de 1981                     |
|  | Vice-campeão e promovido a Série A de 1981                |
|  | Subiram para a Série A de 1980, pois venceram os playoffs |

## Campeão
| Campeonato Brasileiro de 1980 - Série B |
| Paraná                                  |
| --------------------------------------- |
| Londrina Esporte Clube (1º título)      |

## Artilharia
- 12 gols - Osmarzinho (Botafogo - SP)